# Борисюк Віктор Миколайович
Віктор Миколайович Борисюк (нар. 16 червня 1941, село Михайлівка, тепер Тетіївського району Київської області) — український радянський партійний діяч, 2-й секретар Львівського обкому КПУ, 1-й секретар Дрогобицького міськкому КПУ.

## Біографія
Народився у селянській родині. Закінчив технічне училище, працював на заводі. Служив у Радянській армії. Член КПРС.
Освіта вища. Закінчив Львівський політехнічний інститут.
Працював інженером заводу. Потім — на партійній роботі. До 1974 р. — інструктор Дрогобицького міського комітету КПУ.
У 1974 — 29 січня 1976 р. — завідувач промислово-транспортного відділу Дрогобицького міського комітету КПУ.
29 січня 1976 — 26 серпня 1985 р. — 2-й секретар Дрогобицького міського комітету КПУ.
26 серпня 1985 — 30 травня 1987 р. — 1-й секретар Дрогобицького міського комітету КПУ.
6 травня 1987 — 18 травня 1988 р. — завідувач відділу організаційно-партійної роботи Львівського обласного комітету КПУ.
18 травня 1988 — 20 листопада 1990 р. — 2-й секретар Львівського обласного комітету КПУ.
З листопада 1990 року — на господарській роботі. Потім — на пенсії у місті Львові.

## Нагороди
- медалі